# Lenfried
lenfried（れんふりーど）は、日本の女性コスプレイヤー、同人作家。愛称はレン。

## 経歴
中学校1年生の時の夏に地元の同人誌即売会で初めてコスプレする。そのときコスプレしたキャラクターは『フルーツバスケット』の主人公・本田透。
好きなものは可愛い女の子とメイド。
同人作家としても活動。CD-ROMによる写真集を多数発行しており、コミックとらのあなやD-STAGEや同人堂等の同人ショップで委託販売されている。コミックマーケット等のイベントにも多数参加している。
講談社から発行されている写真週刊誌『フライデー』2015年1月23日号に掲載された「コスホリ＆コミケで見せまくるハダカ同然の女（コスプレイヤー）たち」でもlenfriedが取り上げられた。

## 出演

### イベント
2010年
- コミックマーケット78（8月14日、東京国際展示場）- 衣装は博麗霊夢（夢の東方タッグ編）[4]

2011年
- コスホリック02（5月5日、東京ファッションタウン）- 衣装は博麗霊夢（東方Project）[5]
- 第4回 痛Gふぇすたinお台場 春の陣（5月22日）- 衣装は博麗霊夢（東方Project）[6]

2012年
- コミックマーケット82（8月10・12日、東京国際展示場）- 衣装は島村卯月 ｢SR+ ニュージェネレーションVer.｣（アイドルマスター シンデレラガールズ）トップアイドル アクア（カードファイト!! ヴァンガード）[7]
- コミックマーケット83（12月29・31日、東京国際展示場）- 衣装は園田海未 ｢R Wonderful Rush覚醒後｣（ラブライブ!）トップアイドル アクア（カードファイト!! ヴァンガード）[8][9]

2013年
- ワンダーフェスティバル2013夏（7月28日、幕張メッセ）- 衣装は榛名（艦隊これくしょん -艦これ-）[10]
- コミックマーケット84（8月12日、東京国際展示場）- 衣装は榛名（艦隊これくしょん -艦これ-）[11]

2014年
- ワンダーフェスティバル2014夏（7月27日、幕張メッセ）- 衣装はステファニー・ドーラ（ノーゲーム・ノーライフ）[12]
- コミックマーケット86（8月16日、東京国際展示場）- 衣装は榛名（艦隊これくしょん -艦これ-）[13]

2015年
- ワンダーフェスティバル2015夏（7月26日、幕張メッセ）- 衣装はキャンペーンガール ｢スゴウグランプリ｣（新世紀GPXサイバーフォーミュラ）[14]
- コミックマーケット88（8月14日、東京国際展示場）- 衣装は島村卯月 ｢SR+ はじけて♪サマー｣（アイドルマスター シンデレラガールズ）[15]
- 第6回コスエクスプレス（10月11日、綿商会館）- 衣装は島風 ｢白黒｣（艦隊これくしょん -艦これ-）[16]

2025年
- PHARFAITE SHOWCASE 3 （5月6日、東京都立産業貿易センター浜松町館）[17]

## 主な作品
- 東方恋蓮録（2008年8月16日）[18][19]
- わたしのズボン.zip（2009年1月18日）[20][21]
- 東方恋蓮録 摩亜屈（2009年8月16日）[22][23]
- 東方恋蓮録 真駆参（2009年8月16日）[24][25]
- 東方恋蓮録 MK-IV（2009年12月31日）[26][27] - 同人堂では品切れ[27]
- 東方恋蓮録 MK-V（2010年3月19日）[28][29]
- ドキッとゴルフ ぱんにゅ（2010年8月15日）[30]
- LF計画 -lenfried project-（2010年12月31日）[31][32]
- 楓帳 -かえでちょう-（2010年12月31日）[33] - 同人堂では品切れ[33]
- リバイバル 東方恋蓮録（2011年5月8日）[34]
- smack my Witch Up（2011年8月22日発行、魔法少女まどか☆マギカ） - 出演:うしじまいい肉、つくし、ぷで、みーや[35]。
- リバイバル 東方恋蓮録II（2011年12月31日）[36][37]
- 東方恋蓮録外伝（2012年6月13日）[38][39] - 同人堂では品切れ[39]
- 幻想活劇 東方恋蓮録（2012年8月11日）[40][41]
- lenfriedom type-MV（2012年8月11日）[42]
- UZUKI GENERATION（2012年8月11日）[43] - 同人堂では品切れ[43]
- Twin Closet（2013年12月31日）[44] - 天使みゅ。との共演
- ノーレンフリ・ノーライフ（2014年8月17日）[45]
- lenfriedom type-JP（2014年12月31日）[46]
- UZUKI GENERATION NEO（2015年8月16日）
- 恋フリートコレクション～恋これ～
- 恋これ Monochrome
- ALL SEASON
- lenfriedom
- れんふりの撮影会体験版
- れんふりの撮影会体験版2